# Іоаникій Дьячков (єпископ)
Іоанникій Дьячков (в миру Іван Дьячков ;  11 (23) листопада 1858 село Лом (Ломовське), Яранського повіту, Вятської губернії — липень 1923) — ректор Катеринославської духовної семінарії, доглядач Приворотського духовного училища Подільської єпархії,  настоятель Києво-Печерського та Ніжинського Благовіщенського монастиря, до 1922 року — єпископ Відомства православного сповідання Російської імперії на спокої, єпископ Олонецький і Петрозаводський (1916—1919).

## Біографія
Народився 11 листопада 1858 в селі Лом (Ломовське) Яранського повіту Вятської губернії (нині Яранський район Кіровської області). 
У 1881 році закінчив Вятську духовну семінарію та призначений псаломщиком, а потім учителем народного училища. 
16 грудня 1885 висвячений у сан диякона. 
Незабаром овдовів і у 1894 році вступив до Казанської духовної академії. 
Пострижений в чернецтво. 31 травня 1897 році висвячений на священика. 
У 1898 році закінчив академію зі ступенем кандидата богослов'я з правом викладання в семінарії , і призначений помічником доглядача Сарапульського духовного училища. 
З 1899 року — доглядач Приворотського духовного училища Подільської єпархії. 
З 1902 року — ректор Катеринославської духовної семінарії в сані архімандрита. 
З 1904 року — настоятель Ніжинського Благовіщенського, а потім Старорусского Спасо-Преображенського монастиря. 
З 1905 року — настоятель Новгородського Юр'ївського монастиря. 
30 вересня 1907 хіротонізований в Новгороді на єпископа Кирилівського, вікарія Новгородської єпархії .  Чин хіротонії здійснювали: архієпископ Новгородський Гурій Охотін), єпископ Тихвинський Феодосій Феодосіїв і єпископ Ямбурзький Сергій Тихомиров.  Перший з кирилівських владик, місцеперебуванням якого призначений Києво-Печерський монастир, з управлінням ним на правах настоятеля. 
Часто бував у монастирях не тільки Кирилівського повіту, але Череповецького і Устюженського, а також відвідував численні парафіяльні храми, в більшості з яких архієрейські богослужіння ніколи до цього не відбувалися. 
З 1908 року пожиттєвий член товариства допомоги малозабезпеченим студентам Казанської духовної академії.
З 30 листопада 1916 року — єпископ Олонецький і Петрозаводський . Прибув до Петрозаводська 22 грудня. 
Був учасником Помісного Собору Православної церкви Росії у 1917—1918 років в Москві. 
Після захоплення влади більшовиками майже не з'являвся в Петрозаводську. Навесні 1918 року Патріарх Тихон надав йому право перебування в Олександро-Свірському монастирі; восени того ж року єпископ оселився на монастирському подвір'ї в Петрограді і більше єпархію не відвідував. У 1919 році виїхав на батьківщину і там залишився, у зв'язку з чим був звільнений на спокій Патріархом Тихоном. 
У 1922 році ухилився в обновленство і зайняв Казанську обновленскую кафедру. 
У вересні 1922 переміщений на Калузьку обновленську кафедру . 
Помер у 1923 році, будучи калузьким обновленським архієреєм . 